# St Helens Airport
St Helens Airport är en flygplats i Australien. Den ligger i kommunen Break O'Day och delstaten Tasmanien, i den sydöstra delen av landet, omkring 190 kilometer nordost om delstatshuvudstaden Hobart.
Trakten är glest befolkad. Närmaste större samhälle är St Helens, nära St Helens Airport. 
Genomsnittlig årsnederbörd är 925 millimeter. Den regnigaste månaden är november, med i genomsnitt 123 mm nederbörd, och den torraste är januari, med 42 mm nederbörd.